# Сожительница (пьеса)
«Сожительница» — комедия древнегреческого драматурга Менандра (IV—III века до н. э.), от которой сохранились только три коротких фрагмента, приведённых другим античным автором (в общей сложности четыре строки, фрг. 246—248). Их традиционно включают в сборники произведений комедиографа. О времени написания и сюжете пьесы ничего не известно.